# Кочкурово (Кочкуровський район)
Кочку́рово (рос. Кочкурово, ерз. Кочкур веле) — село, центр Кочкуровського району Мордовії, Росія. Адміністративний центр Кочкуровського сільського поселення.

## Населення
Населення — 3198 осіб (2010; 3259 у 2002).
Національний склад (станом на 2002 рік):
- ерзяни — 71 %

## Відомі особистості
В поселенні народились:
- Агейкін Григорій Петрович (1924—2007) — ерзянський поет, письменник, журналіст.
- Шубников Кирило Степанович (1916-1993) — повний кавалер Ордена Слави.